# The Manor Studio
The Manor Studio (ou The Manor) était un studio d'enregistrement situé à Shipton-on-Cherwell, dans l'Oxfordshire, en Angleterre. 
Cet ancien manoir du XVe siècle fut acheté par Richard Branson qui le transforma en studio d'enregistrement en 1971, constituant l'embryon de Virgin Records, la firme qu'il fonda un an plus tard. Devenu la propriété de la multinationale EMI qui avait racheté Virgin, le Manor était devenu déficitaire au fil des ans et cessa ses activités en 1995.

## Liste non exhaustive d'albums enregistrés au Manor

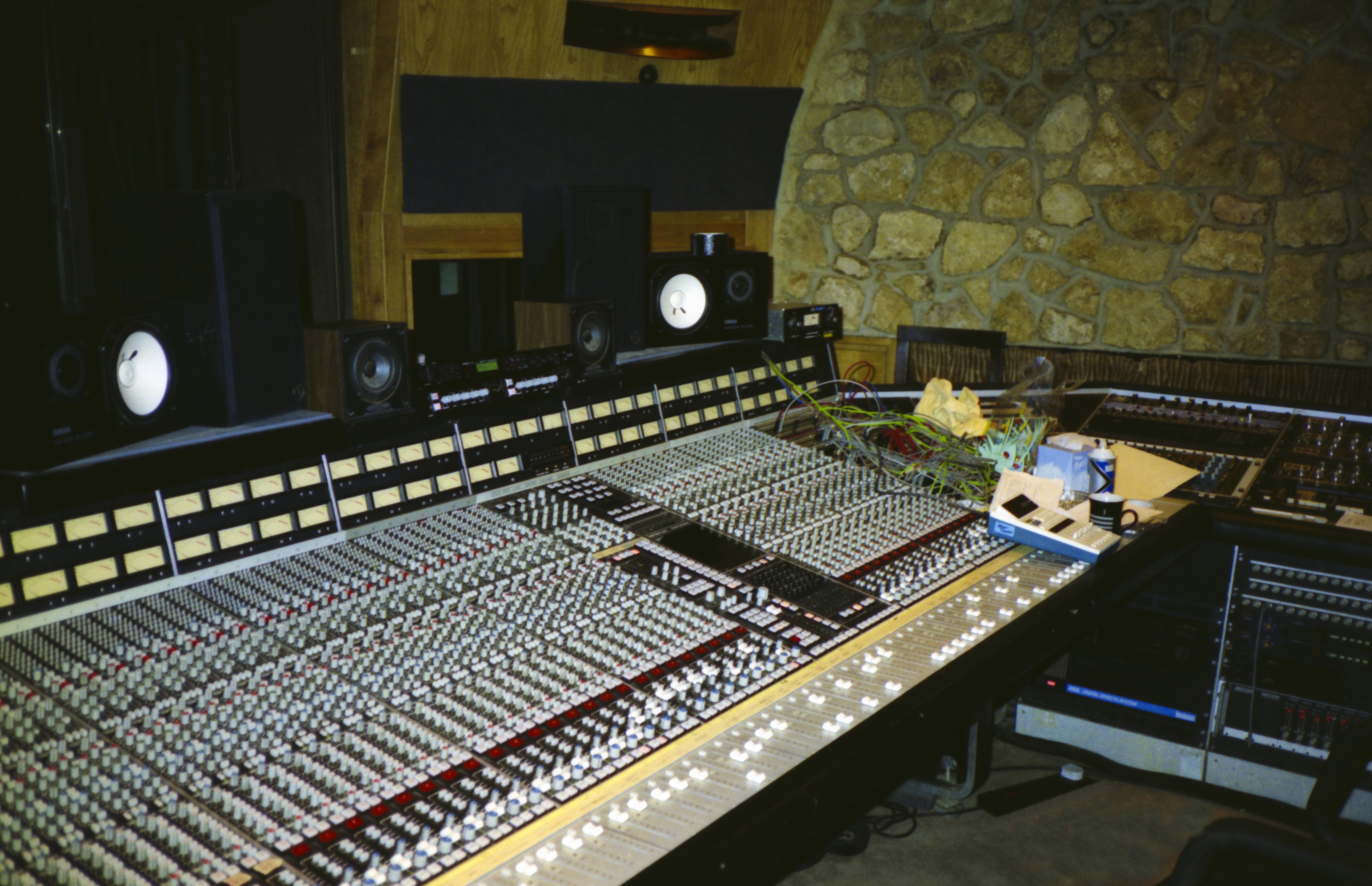
La salle de contrôle.

- Let's Make Up and Be Friendly (1971–1972) – The Bonzo Dog Band – le premier groupe à utiliser le studio, en novembre 1971
- Rock On (décembre 1971)- The Bunch avec Sandy Denny, Richard Thompson, Trevor Lucas, etc.
- Sandy (1972) - Sandy Denny
- The Academy in Peril (1972) – John Cale
- Mekanïk Destruktïw Kommandöh (1972–1973) – Magma
- Flying Teapot (1972–1973) – Gong
- Tubular Bells (septembre 1972 – mars 1973) – Mike Oldfield
- Men Opening Umbrellas Ahead (1973) – Vivian Stanshall
- Double Diamond (1973) – If
- Legend (mai 1973) – Henry Cow
- Faust IV (juin 1973) – Faust
- Spring Suite (juillet 1973) – McKendree Spring
- October (1973) – Claire Hamill
- Phaedra (décembre 1973) – Tangerine Dream
- Dandruff (1974) – Ivor Cutler
- You (1974) – Gong
- Unrest (février – mars 1974) – Henry Cow
- Ghosts (juillet – septembre 1974) – Strawbs
- Slapp Happy (1974) – Slapp Happy
- Desperate Straights (1975) – Slapp Happy/Henry Cow
- In Praise of Learning (1975) – Henry Cow/Slapp Happy
- Local Lads Make Good (1975) – Supercharge
- Rubycon (1975) – Tangerine Dream
- Deep Cuts (printemps – été 1976) – Strawbs
- Bloodletting (1976) – Boxer
- A Day at the Races (1976) – Queen – backing tracks
- White Music (octobre 1977) – XTC
- Gene Simmons (avril 1978) – Gene Simmons
- Frenzy (album) (novembre – décembre 1978) – Split Enz
- Metal Box (juin – juillet 1979) – Public Image Ltd
- Present Tense (juillet – août 1979) – Shoes
- Metro Music (août 1979) – Martha and the Muffins
- Towers of London (juillet 1980) – XTC
- The Flowers of Romance (octobre 1980) – Public Image Ltd
- Strada facendo (1980 - 1981) - Claudio Baglioni
- The Nature of the Beast (1981) – April Wine
- La Folie (juillet – septembre 1981) - The Stranglers
- English Settlement (octobre – novembre 1981) – XTC
- All Fall Down (March 1982) – The Sound
- Mumme (septembre – décembre 1982) – XTC
- Head First (janvier - mars 1983) – Uriah Heep
- The Crossing (mai 1983) - Big Country
- Born Again (mi-1983) – Black Sabbath
- The Swing (1984) – INXS
- La vita è adesso (1985) - Claudio Baglioni
- 1st Down and 10 (1985) - Keep it Dark
- Power Windows (1985) – Rush
- Waiting for the Floods (1985) - The Armoury Show
- Electric (été 1986) – The Cult
- Gone to Earth (septembre 1986) – David Sylvian
- Wild in the Streets (1987) – Helix
- Hold Your Fire (1987) – Rush
- All About Eve (été 1987) - All About Eve
- Once Around the World (1987) - It Bites
- Thunder and Consolation (1988) - New Model Army
- Trash the Planet (1989) – Spy vs Spy
- Wish (septembre 1991 - février 1992) – The Cure
- The Ethereal Mirror (1993) – Cathedral
- Wild Wood (1993) - Paul Weller
- Grand Prix (septembre – octobre 1994) – Teenage Fanclub
- Carnival of Light (1994) – Ride
- No Need to Argue (1994) - The Cranberries
- The Bends (1995) – Radiohead
- Stanley Road (1995) - Paul Weller
- All Change (1995) – Cast

## Sources
- (en) Cet article est partiellement ou en totalité issu de l’article de Wikipédia en anglais intitulé « The Manor Studio » (voir la liste des auteurs).